# 頻回受診
頻回受診（ひんかいじゅしん）とは、日本の生活保護受給者が頻繁に医療機関を訪れて受診を繰り返す行為。

## 概要
生活保護支給者は、医療扶助の制度に基づき無償で医療サービスを利用することができる。このため、一部には毎日のように受診を繰り返す者が発生し、患者へのケアの質の改善および医療費の適正化の観点から課題となっている。具体的に頻回受診者とは、把握月のレセプトから、同一傷病について同一月内に同一診療科目を15日以上受診し、把握月の通院日数と把握月の前月及び前々月の通院日数の合計が40日以上となっている者をいう。2016年に行われた厚生労働省の追跡調査では、6,016人をうち139人（2.3%）が頻回受診者であったとするデータが得られている。2019年に東京大学と千葉大学が頻回受診者の属性を調査した結果によれば、頻回受診者は独居者や外国籍の人に多く見られ「社会的孤立が頻回受診を引き起こしている可能性がある」としている。厚生労働省は「頻回受診者に対する適正受診指導要綱」を作成し、各都道府県に対して適正受診に関する指導援助を行うよう通知している。